# British Sub-Aqua Club
Il British Sub-Aqua Club o BSAC è il principale ente inglese di addestramento alla subacquea e uno dei fondatori della CMAS.
Il BSAC fu fondato nel 1953 e ha oggi più di 50.000 membri. Il logo ritraeva il dio Nettuno, signore del mare, e dal 2017, quello nuovo raffigura un subacqueo con il motto "Dive with us".
Lo scrittore di fantascienza, Arthur C. Clarke, fu un membro rinomato della BSAC.

## Brevetti

### Subacquea
- Ocean Diver: livello base senza tappe decompressive, massimo 20 metri (simile ad Open Water Diver);
- Sports Diver: recupero e tappe decompressive, massimo 35 metri (simile ad Advanced Open Water Diver);
- Dive Leader: leader di immersione, massimo 50 metri;
- Advanced Diver: leader di immersione per gruppi di subacquei;
- First Class Diver: direttore di progetto.

### Brevetti per istruttori
- Assistant Instructor: addestrato ma non qualificato, deve avere un supervisore;
- Theory Instructor: qualificato all'insegnamento teorico;
- Practical Instructor: qualificato all'insegnamento pratico;
- Open Water Instructor: qualificato all'addestramento di altri istruttori in classe e in acque aperte;
- Advanced Instructor: qualificazione avanzata;
- National Instructor: direttore nazionale dell'addestramento istruttori.

### Specializzazioni
- Corsi di recupero sub:
  - Lifesaver Award;
  - Advanced Lifesaver;
  - Primo soccorso;
  - Oxygen Administration;
  - Practical Rescue Management;
  - Rescue First Aid.
- Specializzazioni di subacquea: 
  - Dive Marshalling and Planning;
  - Ricerca e recupero;
  - Compressor Operation;
  - Equipment Care.
- Immersione tecnica: 
  - Nitrox Diver;
  - Advanced Nitrox Diver;
  - Combined Nitrox Diver;
  - Extended Range Diving;
  - Mixed Gas blending;
  - Full face mask.
- Corsi per Rebreather: 
  - SCR Dolphin/CCR Inspiration/Evolution and CCR Inspiration/Evolution.
- Corsi generici: 
  - Disability Awareness;
  - Marine Life Identification;
  - Biologia marina;
  - Fotografia subacquea.